# フィリックス・ザ・キャット (2007年のパチンコ機)
フィリックス・ザ・キャットは、2007年11月にビスティが発売した、黒猫のキャラクターフィリックス・ザ・キャットとタイアップしたパチンコ機のシリーズ名。
CRAフィリックス・ザ・キャットSPとAフィリックス・ザ・キャットDXの2機種がある。

## 概要
液晶を搭載した羽根モノタイプ。盤面下部にある3箇所のOPENと書かれたチャッカーのいずれかへ入賞すると、羽根が開放される。役物内に拾われた玉が中央の振り分け型ステージ「キャットラビリンス」を経て、Vゾーンに入れば大当たりとなる。

大当たりラウンドが3種類搭載されており、V入賞後にラウンド抽選が行われ、3ラウンド･8ラウンド･15ラウンドのいずれかに振り分けられる。

ラウンド抽選後に盤面下部のアタッカーが開放されるので、大当たり中に役物内に玉を拾わせて出玉を獲得していく羽根モノ機より時間効率にも優れている。
本機は羽根モノ機であるが、チャッカー入賞時は羽根開放以外に、デジタルの抽選も同時に行われる。デジタル抽選に当選した場合は、直撃大当たりとなり15ラウンド開放が確定する。
通常時は役物と液晶が連動しており、チャッカー入賞時は滞在しているステージで様々な液晶演出が展開される。

従来の羽根モノ機にはない多彩な演出でプレイヤーを飽きさせない仕様となっている。

## スペック
- CRAフィリックス・ザ・キャットSP
  - 賞球数 5&10
  - 大当たり最高継続 15R(9カウント)
  - 大当たり確率 1/363.5
- Aフィリックス・ザ・キャットDX
  - 賞球数 5&10
  - 大当たり最高継続 15R(9カウント)
  - 大当たり確率 1/363.5

## 演出
キャットラビリンス
盤面中央の役物「キャットラビリンス」は、V入賞まで6つの分岐ルートがある。
中央で回転する透明な回転盤には磁石があり、玉をくっつけて運ぶ役割を担っている。
- 左上

羽根を通った玉が最初に通過するのが左上である。手前と奥への振り分けがあり、手前からは左回転体へと玉が向かい、奥に行けば回転盤の方に玉が運ばれる。
奥に運ばれた後、回転盤の磁石に玉がくっつけばチャンスだが、そのまま下に落下することもある。
磁石にくっついた玉は右上に運ばれるが、途中で突起にぶつかり落下することもある。この時に中央に向かって落下しそのままVゾーンに向かうラッキーパターンもある。
- 左回転体

左回転体に玉が運ばれた時に、奥に転がればチャンスで、回転盤の磁石にくっつけば右上へと向かう。手前に落ちてしまった場合はハズレゾーンへと玉が運ばれる。
- 右上

磁石にくっついた玉は盤面をなぞるようにして右上へ運ばれていく。右上部分での振り分けはなく、玉は必ず右回転体へと向かう仕組みになっている。
- 右回転体

右回転体では奥に行くか下に落ちるかの振り分けが行われ、奥に行った玉は中央のクルーンに向かう。下に落ちた玉がV入賞する可能性は極めて低く、ほぼハズレゾーンへと向かう。
- クルーン

右回転体から運ばれた玉が最後に通過するのがクルーンである。クルーンの下には、左右に動き続ける猫の舌役物があり、タイミング良く玉が通過してVゾーンへと入賞すれば大当たりとなる。
猫の舌役物は中央で一旦停止するので、この時に玉が通過すればチャンスである。
- Vゾーン

中央のVゾーンの左右にはハズレゾーンがある。
液晶演出
- ステージチェンジ

ステージは3種類あり、「自宅ステージ」「街ステージ」「研究所ステージ」のいずれかに滞在する。
チャッカー入賞時に滞在ステージから異なるステージへ移行することがある。
ステージチェンジが発生した場合は羽根が3回開放されるか、スロットチャンスに発展する可能性があるのでチャンス演出となる。
- スロットチャンス

フィリックスがスロットに挑戦するステージ。フィリックスの形をしたスロットマシンの絵柄が揃えば大当たりとなる。
絵柄によって信頼度が違っていて、フィリックス絵柄が出現すれば期待大である。
スロットチャンスに発展した時点で大当たりに期待できる信頼度の高い演出となっている。絵柄が揃えば直撃大当たりとなり15ラウンドが確定する。
- ラウンド中演出

大当たり直後に登場するフィリックス像はラウンド数を示唆している。ピンク色だと8ラウンド以上、金色なら15ラウンドが確定する。
- フィリックスチャンス

3&8ラウンド目に発生し、鞄から出てくる様々なアイテムでラウンド継続の示唆をする演出。出現するアイテムで信頼度が異なる。
キャラクターの「インキー」や「ウィンキー」が出現するパターンはチャンスアップとなり、継続の期待度が高い。
「FELIX」の文字が完成した場合は継続確定となる。
- コミックステージ

3連続で15ラウンド大当たりが発生すると移行するプレミアムステージ。アメコミが出現し、その中で博士を相手にフィリックスが大活躍する。
アニメを見ているような、独特の世界観を楽しむ事ができる。